# Ernsthofen (Modautal)

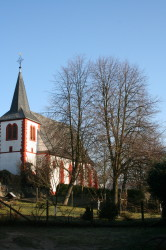
Die Pfarrkirche

Ernsthofen ist ein Ortsteil der Gemeinde Modautal im südhessischen Landkreis Darmstadt-Dieburg.

## Geographie
Ernsthofen liegt im vorderen Odenwald an der Modau, ca. 12,5 km südöstlich von Darmstadt. Durch den Ort verläuft die Landesstraße 3099. Für Ernsthofen besteht eine eigene Gemarkung. Innerhalb der Gemarkung befindet sich das Kreis-Jugendlager.

## Geschichte

### Ortsgeschichte
Das Dorf wurde, soweit bekannt, im Jahre 1362 erstmals urkundlich genannt. Weitere Erwähnungen erfolgten unter den Ortsnamen (in Klammern das Jahr der Erwähnung): Ernsthofen (1403), Ernsthofen (1415), Ernsthoffen (1449), Ernsthoven (1516), Ernsthoiffen (1529) und Ernshoven (1545).
Der Ort lag im Territorium der Grafen von Katzenelnbogen.
Im Jahr 1545 gab Landgraf Philipp von Hessen als Erbe der Katzenelnbogener das Schloss mit zugehörigen Dörfern den Herren von Wallbrunn zum Lehen.
1722 verkauften die Brüder Johann Moritz Friedrich von Wallbrunn dem Landgrafen Ernst Ludwig von Hessen Schloss und Gut zu Ernsthofen mit den dazugehörigen Dörfern, nämlich Ernsthofen, Asbach, Hoxhohl, Klein-Bieberau und Neutsch, nebst Gefällen in zwölf weiteren Orten, darunter Ober-Modau, Rodau, Waldhausen, Billings und Meßbach.
Ernsthofen lag im Gerichtsbezirk der Zent Oberramstadt. Die Zent war in sogenannte „Reiswagen“ eingeteilt, denen jeweils ein Oberschultheiß vorstand, die dem Zentgrafen unterstellt waren. Dieser Bezirk hatte einen Frachtwagen (Reiswagen) einschließlich Zugtieren und Knechten für Feldzüge bereitzustellen. Ernsthofen gehörte zum „Brandauer Reiswagen“, dem auch noch die Orte Brandau Neunkirchen, Allertshofen, Hoxhohl, Herchenrod, Lützelbach, Neutsch, Klein-Bieberau  und Webern angehörten. Die gesamte Zent Oberramstadt war dem Amt Lichtenberg zugeteilt. Diese Einteilung bestand noch bis zum Beginn des 19. Jahrhunderts.
Die Statistisch-topographisch-historische Beschreibung des Großherzogthums Hessen berichtet 1829 über Ernsthofen:

„Ernsthofen (L. Bez. Reinheim) luth. Filialdorf; liegt an dem Modaubach, 2 St. von Reinheim. und hat 46 Häuser und 386 Einw., die bis auf 3 Kath. lutherisch sind. Man findet hier eine Kapelle, die noch mehrere Grabsteine der Herrn von Wallbrunn aus dem 16. und 17. Jahrhundert enthält, und in welcher das Erbbegräbniß der Wallbrunnischen Familie war, ein vormals Wallbrunnisches Schloß, in welchem der Forstinspektor und Revierförster ihren Sitz haben und eine Mahl-, Oehl- und Schneidemühle. – Im Jahr 1363 nannte sich eine adelige Familie nach diesem Orte, Johann Rabenold von Ernsthofen. Das Dorf gehörte den Herrn von Wallbrunn, und wurde in der bairischen Fehde, 1504, von Landgraf Wilhelm II. als ein pfälzisches Lehen weggenommen. Churrfalz gab 1521 zu, daß die Familie von Wallbrunn diesen Ort künftig von Hessen zu Lehen tragen sollte. Jedoch wurde erst 1545 den Herrn von Wallbrunn das Schloß wieder hergestellt, und sie trugen es von dieser Zeit an von Hessen zu Lehen, bis 1722 Schloß und Dorf Ernsthofen mit den Dörfern Aßbach, Kleinbieberau, Hoxhohl, Neutsch, nebst vielen zerstreuten Gefällen in andern Orten, um 71,750 fl. an Hessen kam. Im Jahr 1542 brannte Ernsthofen bis auf 4 Wohnungen ab.“

Gebietsreform (1970–1977)
Im Zuge der Gebietsreform in Hessen wurde am 31. Dezember 1971 die bis dahin selbstständige Gemeinde Herchenrode auf freiwilliger Basis nach Ernsthofen eingemeindet. Am 1. Januar 1977 wurde dann Ernsthofen kraft Landesgesetz mit der am 1. April 1971 gebildeten Gemeinde Modautal und weiteren Gemeinden zur neuen Gemeinde Modautal zusammengeschlossen. Für Ernsthofen wurde ein Ortsbezirk  gebildet.

### Verwaltungsgeschichte im Überblick
Die folgende Liste zeigt die Staaten und Verwaltungseinheiten, denen Ernsthofen angehört(e):
- vor 1722: Heiliges Römisches Reich, Herren von Wallbrunn, Zentherr Landgraf von Hessen-Darmstadt[13]
- ab 1722: Heiliges Römisches Reich, Landgrafschaft Hessen-Darmstadt (durch Kauf), Obergrafschaft Katzenelnbogen, (1787: Amt Lichtenberg, Zent Oberramstadt, Brandauer Reiswagen)
- ab 1803: Heiliges Römisches Reich, Landgrafschaft Hessen-Darmstadt, Fürstentum Starkenburg, Amt Lichtenberg
- ab 1806: Großherzogtum Hessen,[Anm. 2] Fürstentum Starkenburg, Amt Lichtenberg
- ab 1815: Großherzogtum Hessen[Anm. 3], Provinz Starkenburg, Amt Lichtenberg
- ab 1821: Großherzogtum Hessen, Provinz Starkenburg, Landratsbezirk Reinheim[Anm. 4]
- ab 1832: Großherzogtum Hessen, Provinz Starkenburg, Kreis Dieburg
- ab 1848: Großherzogtum Hessen, Regierungsbezirk Dieburg
- ab 1852: Großherzogtum Hessen, Provinz Starkenburg, Kreis Dieburg
- ab 1871: Deutsches Reich, Großherzogtum Hessen, Provinz Starkenburg, Kreis Dieburg
- ab 1918: Deutsches Reich (Weimarer Republik), Volksstaat Hessen, Provinz Starkenburg, Kreis Dieburg
- ab 1938: Deutsches Reich, Volksstaat Hessen, Landkreis Darmstadt[14][Anm. 5]
- ab 1945: Deutsches Reich, Amerikanische Besatzungszone,[Anm. 6] Groß-Hessen, Regierungsbezirk Darmstadt, Landkreis Darmstadt
- ab 1946: Deutsches Reich, Amerikanische Besatzungszone, Land Hessen, Regierungsbezirk Darmstadt, Landkreis Darmstadt
- ab 1949: Bundesrepublik Deutschland, Land Hessen, Regierungsbezirk Darmstadt, Landkreis Darmstadt
- ab 1977: Bundesrepublik Deutschland, Land Hessen, Regierungsbezirk Darmstadt, Landkreis Darmstadt-Dieburg, Gemeinde Modautal[Anm. 7]

### Gerichte
Ernsthofen gehörte zum Zentgericht Oberramstadt. In der Landgrafschaft Hessen-Darmstadt wurde mit Ausführungsverordnung vom 9. Dezember 1803 das Gerichtswesen neu organisiert. Für das Fürstentum Starkenburg wurde das „Hofgericht Darmstadt“ als Gericht der zweiten Instanz eingerichtet. Die Rechtsprechung der ersten Instanz wurde durch die Ämter bzw. Standesherren vorgenommen.
Damit war für Ernsthofen das Amt Lichtenberg zuständig. Das Hofgericht war für normale bürgerliche Streitsachen Gericht der zweiten Instanz, für standesherrliche Familienrechtssachen und Kriminalfälle die erste Instanz. Übergeordnet war das Oberappellationsgericht Darmstadt. Die Zentgerichte hatten damit ihre Funktion verloren.
Mit Bildung der Landgerichte im Großherzogtum Hessen war ab 1821 das Landgericht Lichtenberg das Gericht erster Instanz, zweite Instanz war das Hofgericht Darmstadt. Es folgten:
- ab 1848: Landgericht Reinheim (Verlegung nach Reinheim), zweite Instanz: Hofgericht Darmstadt
- ab 1879: Amtsgericht Reinheim, zweite Instanz: Landgericht Darmstadt
- ab 1968: Amtsgericht Darmstadt mit der Auflösung des Amtsgerichts Reinheim, zweite Instanz: Landgericht Darmstadt

## Bevölkerung

### Einwohnerstruktur 2011
Nach den Erhebungen des Zensus 2011 lebten am Stichtag, dem 9. Mai 2011 in Ernsthofen 957 Einwohner. Darunter waren 57 (6,0 %) Ausländer. Nach dem Lebensalter waren 156 Einwohner unter 18 Jahren, 396 zwischen 18 und 49, 216 zwischen 50 und 64 und 192 Einwohner waren älter. Die Einwohner lebten in 408 Haushalten. Davon waren 108 Singlehaushalte, 144 Paare ohne Kinder und 120 Paare mit Kindern, sowie 30 Alleinerziehende und 6 Wohngemeinschaften. In 87 Haushalten lebten ausschließlich Senioren und in 279 Haushaltungen lebten keine Senioren.

### Einwohnerentwicklung
| • 1629: | 011 Hausgesesse          |
| • 1806: | 283 Einwohner, 34 Häuser |
| • 1829: | 386 Einwohner, 46 Häuser |
| • 1867: | 474 Einwohner, 57 Häuser |

| Ernsthofen: Einwohnerzahlen von 1791 bis 2020 | Ernsthofen: Einwohnerzahlen von 1791 bis 2020 | Ernsthofen: Einwohnerzahlen von 1791 bis 2020 | Ernsthofen: Einwohnerzahlen von 1791 bis 2020 | Ernsthofen: Einwohnerzahlen von 1791 bis 2020 |
| --- | --------------------------------------------- | --------------------------------------------- | --------------------------------------------- | --------------------------------------------- |
| Jahr |                                               |                                               |                                               | Einwohner                                     |
| 1791 | 1791                                          |                                               | 203                                           | 203                                           |
| 1800 | 1800                                          |                                               | 251                                           | 251                                           |
| 1806 | 1806                                          |                                               | 283                                           | 283                                           |
| 1829 | 1829                                          |                                               | 386                                           | 386                                           |
| 1834 | 1834                                          |                                               | 396                                           | 396                                           |
| 1840 | 1840                                          |                                               | 422                                           | 422                                           |
| 1846 | 1846                                          |                                               | 453                                           | 453                                           |
| 1852 | 1852                                          |                                               | 359                                           | 359                                           |
| 1858 | 1858                                          |                                               | 403                                           | 403                                           |
| 1864 | 1864                                          |                                               | 464                                           | 464                                           |
| 1871 | 1871                                          |                                               | 457                                           | 457                                           |
| 1875 | 1875                                          |                                               | 462                                           | 462                                           |
| 1885 | 1885                                          |                                               | 440                                           | 440                                           |
| 1895 | 1895                                          |                                               | 414                                           | 414                                           |
| 1905 | 1905                                          |                                               | 430                                           | 430                                           |
| 1910 | 1910                                          |                                               | 414                                           | 414                                           |
| 1925 | 1925                                          |                                               | 423                                           | 423                                           |
| 1939 | 1939                                          |                                               | 403                                           | 403                                           |
| 1946 | 1946                                          |                                               | 726                                           | 726                                           |
| 1950 | 1950                                          |                                               | 667                                           | 667                                           |
| 1956 | 1956                                          |                                               | 587                                           | 587                                           |
| 1961 | 1961                                          |                                               | 534                                           | 534                                           |
| 1967 | 1967                                          |                                               | 652                                           | 652                                           |
| 1970 | 1970                                          |                                               | 659                                           | 659                                           |
| 1980 | 1980                                          |                                               | ?                                             | ?                                             |
| 1990 | 1990                                          |                                               | ?                                             | ?                                             |
| 2000 | 2000                                          |                                               | ?                                             | ?                                             |
| 2007 | 2007                                          |                                               | 850                                           | 850                                           |
| 2010 | 2010                                          |                                               | 966                                           | 966                                           |
| 2011 | 2011                                          |                                               | 957                                           | 957                                           |
| 2015 | 2015                                          |                                               | 1.099                                         | 1.099                                         |
| 2020 | 2020                                          |                                               | 1.074                                         | 1.074                                         |
| Datenquelle: Historisches Gemeindeverzeichnis für Hessen: Die Bevölkerung der Gemeinden 1834 bis 1967. Wiesbaden: Hessisches Statistisches Landesamt, 1968. Weitere Quellen: LAGIS; 1791; 1800; Gemeinde Modautal; Zensus 2011 |                                               |                                               |                                               |                                               |

### Historische Religionszugehörigkeit
| • 1829: | 383 lutherische (= 99,22 %) und 3 katholische (= 0,78 %) Einwohner |
| • 1961: | 423 evangelische (= 79,21 %), 83 katholische (= 15,54 %) Einwohner |

## Politik

### Ortsbeirat
Für Ernsthofen besteht ein Ortsbezirk (Gebiete der ehemaligen Gemeinde Ernsthofen) mit Ortsbeirat und Ortsvorsteher nach der Hessischen Gemeindeordnung. Der Ortsbeirat besteht aus sieben Mitgliedern. Bei den Kommunalwahlen in Hessen 2021 betrug die Wahlbeteiligung zum Ortsbeirat Ernsthofen 66,5 %. Alle Kandidaten gehörten der „Gemeinsamen Liste Ernsthofen“ an. Der Ortsbeirat wählte Manuel Daniel zum Ortsvorsteher.

### Wappen und Flagge
Wappen

Blasonierung: In schräglinksgeteiltem Wappenschild vorne ein stilisierter, blaubezungter roter Löwe in Gold, hinten drei silberne Rauten in Blau.
Das Wappen wurde der Gemeinde Ernsthofen im Landkreis Darmstadt am 20. Mai 1963 durch den Hessischen Innenminister genehmigt.
Gestaltet wurde es durch den Bad Nauheimer Heraldiker Heinz Ritt.
Der Löwenkopf stammt aus dem Wappen der Grafen von Katzenelnbogen, die Rauten aus dem Wappen der Herren von Wallbrunn. Beide hatten früher Besitz im Ort.
Flagge
Gemeinsam mit dem Wappen wurde der Gemeinde auch eine Flagge genehmigt, die wie folgt beschrieben wird: „Auf rot- und weißgestreiften Flaggentuch aufgelegt das Gemeindewappen.“

## Kultur und Sehenswürdigkeiten

### Bauwerke

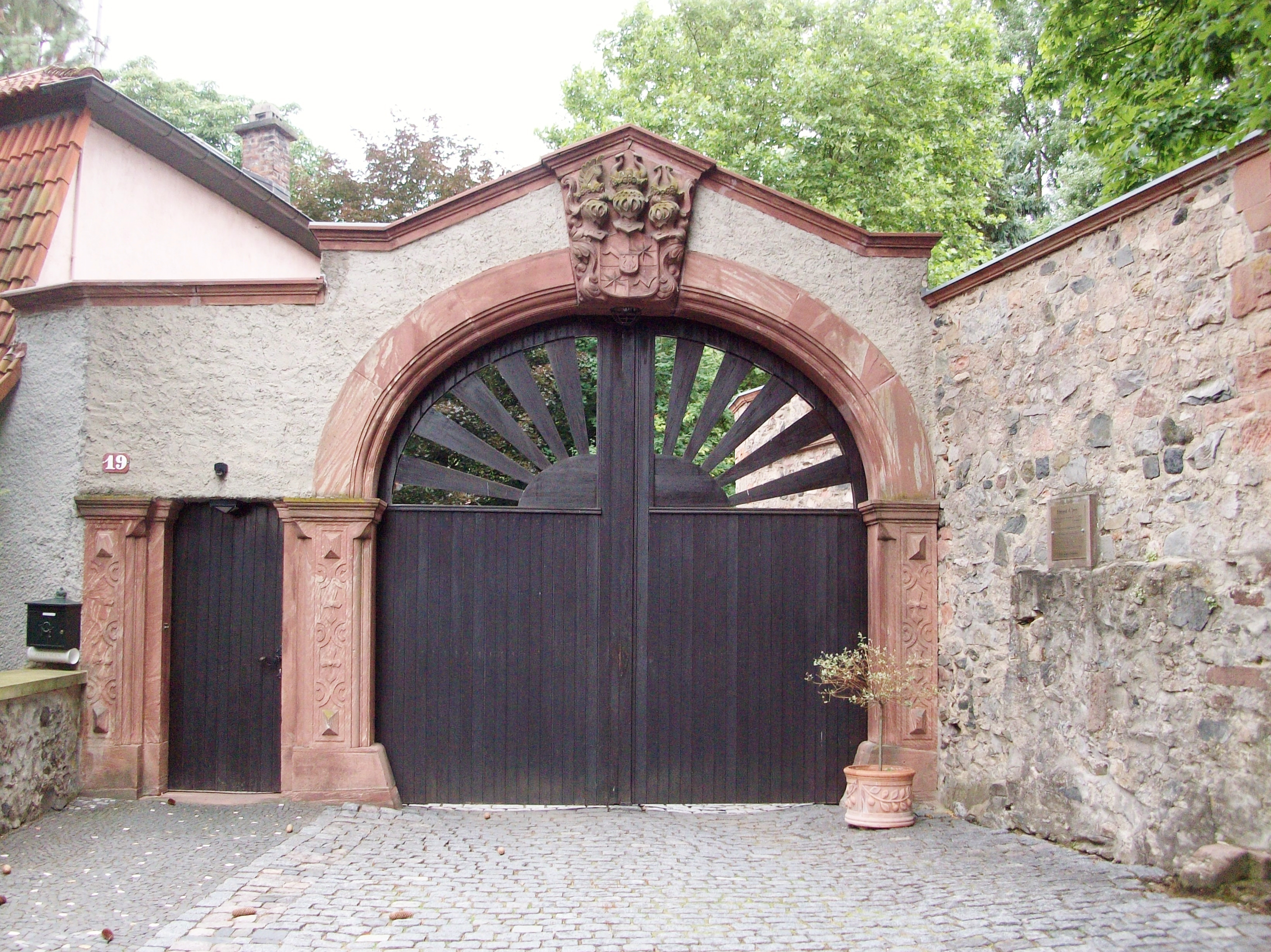
Die Einfahrt zum Schloss

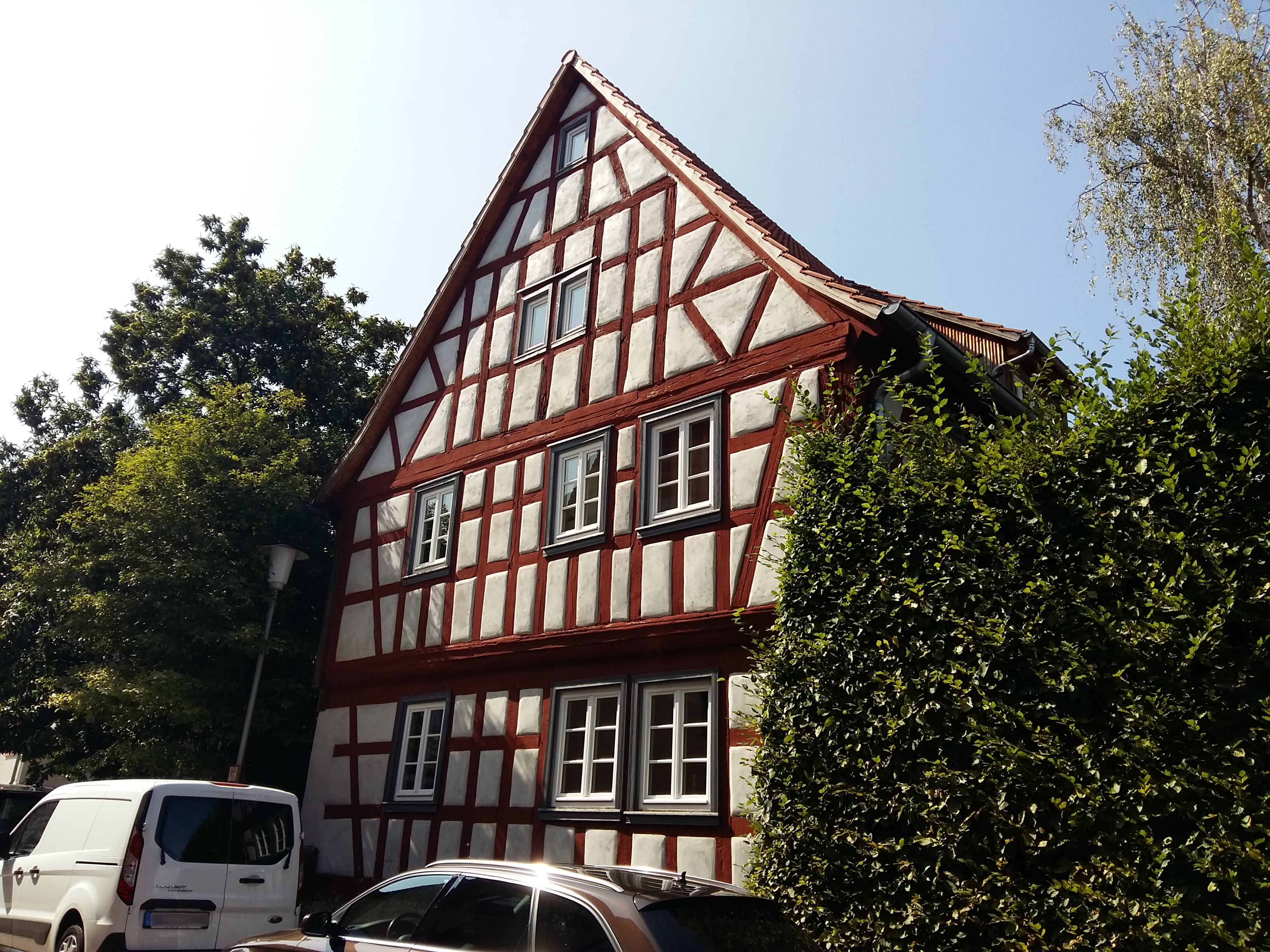
Fachwerkhaus Schloßstraße 5

Sehenswert ist das Wasserschloss Schloss Ernsthofen, welches ehemals im Besitz der Herren von Wallbrunn war, seit 1923 in Privathand ist, dadurch aber nicht direkt besichtigt werden kann. Erwähnenswert ist die Gedenktafel am Toreingang des Schlosses zu Ehren des Deutschamerikaners Edmund A. Stirn, auf der sein Wirken in und um das Schloss Ernsthofen und seine Verdienste für den Ort festgehalten sind.
In der ev. Kirche steht das beschädigte Epitaph der Maria von Wallbrunn, geborene Leyser von Lambsheim († 1628).
Entlang der schön renovierten Schloßstraße befinden sich einige liebevoll sanierte alte Fachwerkhäuser.

### Regelmäßige Veranstaltungen
- August: Kerb
- September: Oktoberfest[25]

## Persönlichkeiten
- Berthold Eitel (1895–1989), evangelischer Pfarrer und Mitglied der Kirchenleitung der Evangelischen Kirche in Hessen und Nassau